# Отсутствие дара слёз

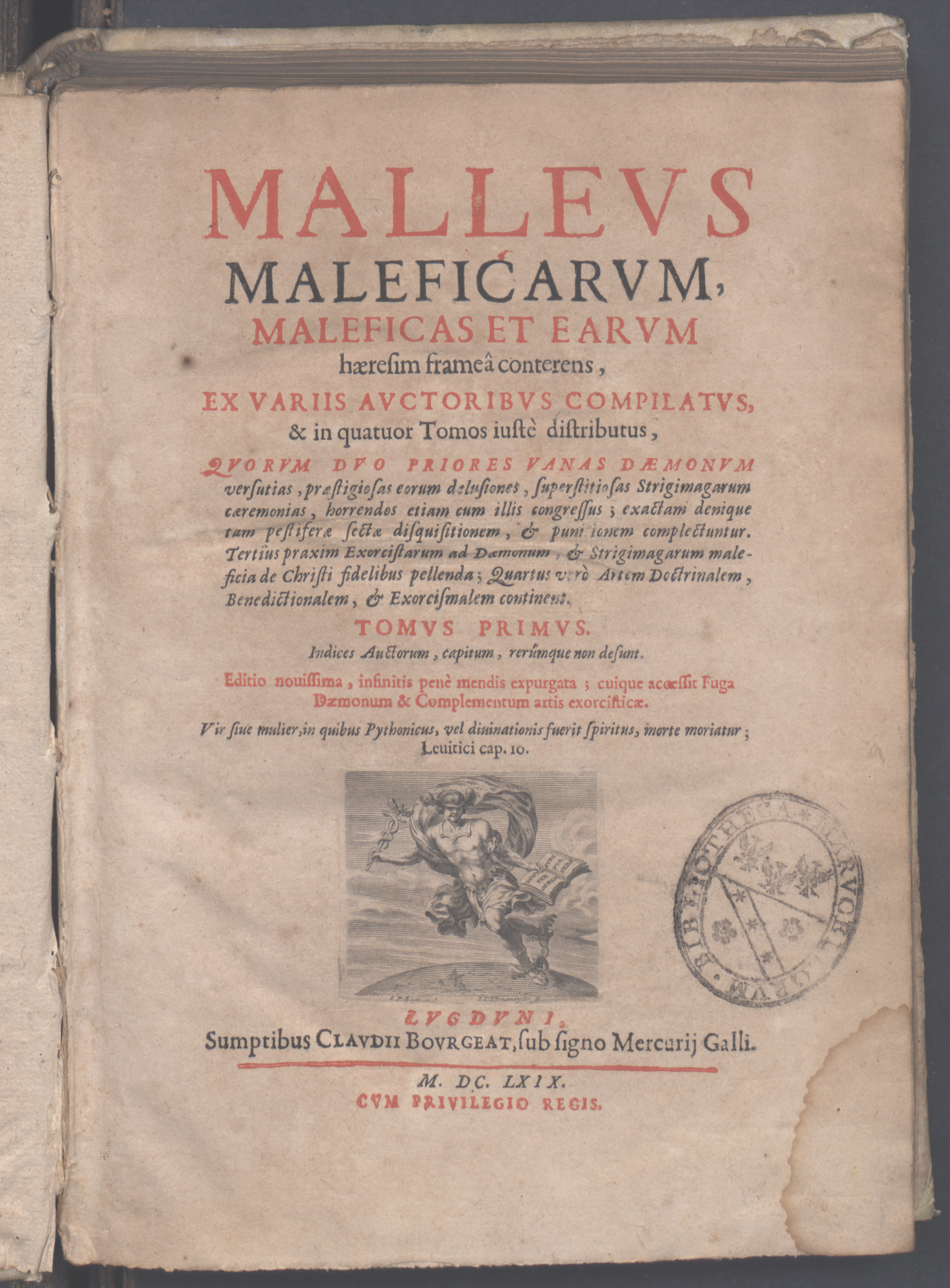
Титульный лист Лионского издания 1669 года трактата «Молот ведьм»

Отсутствие дара слёз — в христианской демонологии и судебной практике неспособность ведьм и колдунов проливать слёзы. В период охоты на ведьм считалось одним из важнейших доказательств принадлежности к дьяволу, демонам. Уже в раннем христианстве способность проливать слёзы считалась свидетельством святости. Такие воззрения основывались на библейских текстах. Так, в Заповедях блаженства в Нагорной проповеди указывалось: «Блаженны плачущие, ибо они утешатся. Блаженны кроткие, ибо они наследуют землю»(Мф. 5:4—5). В позднее Средневековье эмоциям, чистосердечному выражению чувств стали придавать большое значение. Такое отношение нашло отражение среди прочего во время церковных процессов канонизации XIII—XIV веков. Дар слёз (gratia lacrimarum) расценивался как свидетельство позволяющее причислить человека к святым. В то же время, индивид, который был неспособен плакать, считался грешником. В том случае, если он искренне раскаивался в своих прегрешениях, то ему всё же могло быть уготовано спасение. Считалось, что слёзы очищали его сердце, как бы смывая допущенные грехи. В качестве обоснования такой точки зрения приводилась библейская история блудницы Марии Магдалины, слёзы которой подтверждали не только разрыв с её прошлой греховной жизнью, но и о искренней любви к Иисусу. Это привело к тому, что в итоге её стали почитать как «блаженную грешницу». Считалось, что заплакать на исповеди мог лишь искренне верующий человек, а тот кто сомневался в собственной вере, по мнению средневековых теологов, склонялся к дьяволу, а потому у него отсутствовал дар слёз и таким грешникам был уготован ад.  
В «Учебнике инквизиторов» (1376) Николая Эймериха тема возможности плакать не затрагивался. Вопрос об отсутствии слёз у ведьм рассматривался в трактате «Молот ведьм» (1486), впрочем там утверждалось, что в некоторых случаях (при помощи дьявола) они всё же могут заплакать. Многие авторитетные демонологи (Жан Боден, Анри Боге, шотландский король Яков I) утверждали, что отсутствие слёз является доказательством причастности к дьяволу. Такой подход со временем стал вызывать критику. Так, писатель и врач Реджинальд Скот в трактате «Разоблачение колдовства» (1584) критиковал Жана Бодена по этому вопросу. Пьер де Ланкр приводил пример, что в его практике был случай, когда женщина «рассказала нам о [своём участии] в шабаше, рыдая так, как я ни когда в жизни не видел». Юрист Огюстен Николя назвал мнение о неспособности ведьм и колдунов «нелепым доказательством». В связи со свёртыванием ведовских процессов в Европе, проблема о способности плакать перестала быть предметом дискуссий демонологов.   